# Fábrica da Boeing de Everett

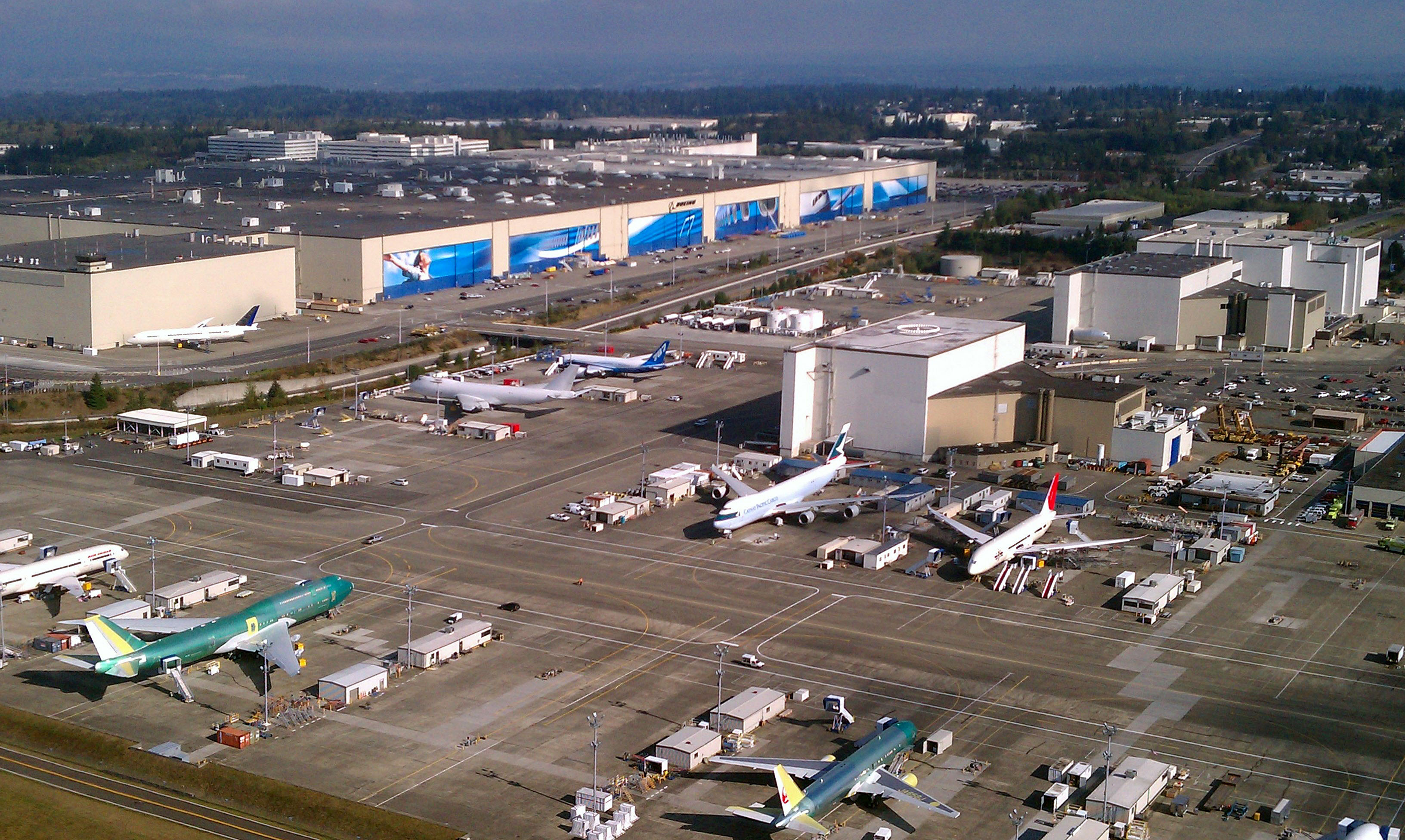
Vista aérea do complexo.

A fábrica da Boeing em Everett, Washington, é um edifício para fabricação e montagem de aeronaves da Boeing. Localizado no canto nordeste de Paine Field, é o maior edifício do mundo em área e volume, com 13 385 378 metros cúbicos (472 370 319 pés cúbicos) e abrange 399 480 metros quadrados (98,3 acres). Este é o local onde o Boeing 747, 767, 777, e 787 são montados.

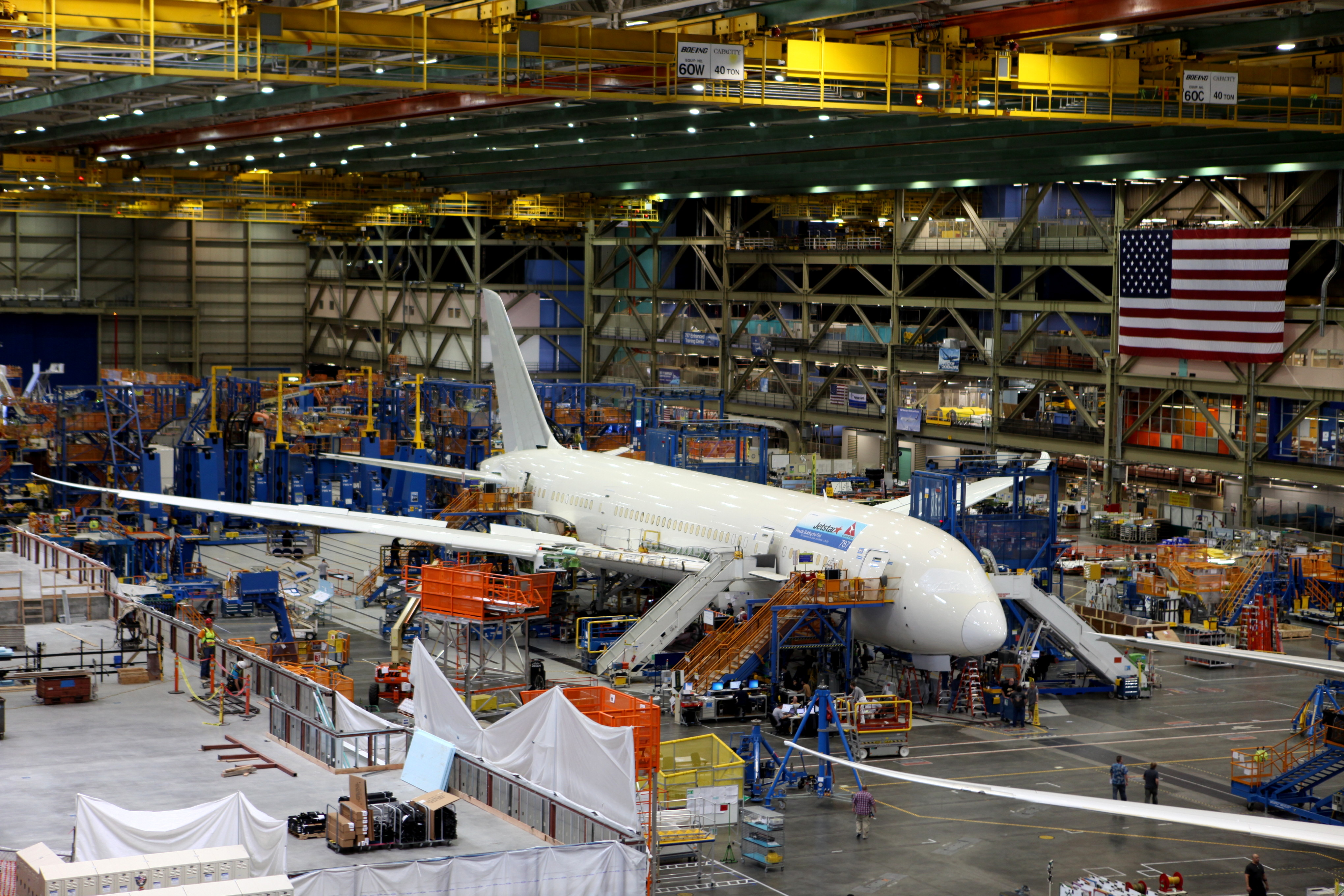
Interior da fábrica. Na imagem, um Boeing 787-8 Dreamliner está em fase final de produção.

Os projetos para a fábrica foram anunciados pela primeira vez em 1966, onde seria o local de construção do Boeing 747 após a Pan Am encomendar 25 Boeing 747. A Boeing adquiriu 780 acres ao norte do então pouco usado Paine Field, que foi operado pelo Exército dos Estados Unidos na Segunda Guerra Mundial. A fábrica inclui uma filial do BECU e vários cafés para uso dos funcionários. Do outro lado do aeroporto, no sentido oeste, se localiza a Boeing Store (loja da Boeing), um teatro e o Future of Flight Aviation Center, que administra um tour pela fábrica.

## História e operações
A Boeing está presente em Everett desde 1943. Em 1966, os planos para uma fábrica na área para a construção do 747 foram anunciados pela primeira vez depois que a Boeing recebeu um contrato no valor de US$ 525 milhões (equivalente a R$ 4,7 bilhões em 2022) da Pan American World Airways para construir 25 aeronaves. A empresa comprou 780 acres (320 ha) ao norte do então pouco utilizado Campo de Paine, que foi operado pelo Exército dos EUA durante a Segunda Guerra Mundial. A fábrica foi inaugurada oficialmente em 1º de maio de 1967, quatro meses após a chegada dos primeiros operários para iniciar a construção do 747.
A Boeing começou a oferecer visitas à fábrica com o primeiro lançamento do 747 em 1968. A partir de 2020, mais de 150 000 pessoas vêm a cada ano para visitar a fábrica, que emprega mais de 30 000 pessoas e tem seu próprio corpo de bombeiros, equipe de segurança, creche, academia, filial da Boeing Employees' Credit Union, cafeteria e vários cafés. Do outro lado do aeroporto, a oeste, está a The Boeing Store, um teatro, e o Future of Flight Aviation Center, que administra o tour pela fábrica e tem uma loja de presentes, café e outras opções de comida.
Para acomodar o Dreamlifter, um 747-400 convertido que entregou 787 seções para a fábrica, uma base foi construída na borda oeste da pista do Campo Paine. Inaugurada em outubro de 2013, a base de 17 acres (69 000 m2), chamada de Centro de Operações Dreamlifter, foi financiada pelo Condado de Snohomish com US$ 35 milhões em títulos; é propriedade do condado através do aeroporto, com a Boeing originalmente alugando o local e atendendo aos títulos.  Após a decisão da Boeing de fechar a linha de produção do 787 em Everett e consolidar a produção do 787 na Carolina do Sul, o arrendamento do Centro de Operações Dreamlifter foi transferido para a FedEx para uso como base de carga.